# Уезды Эстонии
Уезд Эстонии (эст. maakond) — административно-территориальная единица верхнего уровня Эстонии. Территория современной Эстонии состоит из 15 уездов, 13 из которых расположены в материковой части и 2 — на островах. 

## Список древних уездов
Уезды древней Эстонии (древние мааконды или исторические области) были объединением старых административных единиц — кихелькондов (приходов), или единичным кихелькондом (малые уезды). Генрих Латвийский называет большие уезды ‘terra’ («земля») или ‘provincia’ («провинция»).
- Алемпойс (Alempos, Alumbus — один кихельконд)
- Харью (Harien, Harriæn — три кихельконда)
- Йогентагана (один кихельконд, может быть часть Уганди)
- Ярвамаа (Gervia, Jerwia, Gerwa — три кихельконда)
- Ляэнемаа (Rotelewich — семь кихелькондов)
- Мыху (Möge, Мокко — один кихельконд)
- Нурмекунд (Nourmegunde — один кихельконд)
- Рeвала (Reuælæ — три кихельконда)
- Сааремаа (Osilia — четыре кихельконда)
- Сакала (Sackala — до семи кихелькондов)
- Соопоолитсе или Соболитц (Sobolitz — один кихельконд, позже часть Ugandi)
- Уганди или Оанди (Ugaunia — до семи кихелькондов)
- Вайга или Вайя (Wegele, Waiga, Wayga — один кихельконд, позже часть Ugandi)
- Вирумаа (Wironia — пять кихелькондов)
- Валгатабалве

## Уезды и воеводства с начала XVII века

### Владения Швеции
- Алутагузе
- Харьюмаа
- Ярвамаа
- Ляэнемаа
- Вирумаа

### Владения Польши
- Перновское воеводство
- Дерптское воеводство

### Владения Дании
- Сааремаа

## Уезды с 1780-х годов до 1918 года
Эстляндская губерния:
- Везенбергский уезд
- Вейсенштейнский уезд
- Гапсальский уезд
- Ревельский уезд

Лифляндская губерния:
- Верроский уезд
- Дерптский (Юрьевский) уезд
- Перновский уезд
- Феллинский уезд
- Эзельский уезд

## Уезды в Первой Эстонской Республике
- Харьюмаа
- Ярвамаа
- Ляэнемаа
- Пярнумаа
- Петсеримаа
- Сааремаа
- Тартумаа
- Валгамаа
- Вильяндимаа
- Вирумаа
- Вырумаа

## Современные уезды
Территория Эстонской Республики делится на 15 уездов:
1. Валгамаа
2. Вильяндимаа
3. Вырумаа
4. Ида-Вирумаа
5. Йыгевамаа
6. Ляэне-Вирумаа
7. Ляэнемаа
8. Пылвамаа
9. Пярнумаа
10. Рапламаа
11. Сааремаа
12. Тартумаа
13. Харьюмаа
14. Хийумаа
15. Ярвамаа